# Marko Mrkić
Marko Mrkić, hrv. bosanskohercegovački nogometni sudac iz Tuzle. Bio je glavni sudac na prvom sarajevskom derbiju Sarajeva i Željezničara odigranom na Grbavici koja je nakon četiri ratne godine otvorila se za nogometne utakmice, 2. svibnja 1996. Mrkić je iz skupine sudaca i športskih radnika koji su dali veliki prinos održavanju prvog ligaškog prvenstva muslimansko-bošnjačkog dijela BiH u samostalnoj BiH, Prve lige BiH.